# Allemagne au Concours Eurovision de la chanson 2012
L'Allemagne a participé au Concours Eurovision de la chanson 2012 et a sélectionné son artiste et sa chanson via des éliminatoires et une finale nationale intitulé Unser Star für Baku (Notre star pour Bakou) qui a été organisé conjointement par les diffuseurs publics allemands ARD et NDR et par la chaîne privée ProSieben.

## Unser Star für Baku
Une semaine après le Concours Eurovision de la chanson 2011 de Düsseldorf, ARD confirme sa participation à l'Eurovision 2012 à Bakou. Le 15 juin, ARD présente officiellement la sélection nationale. La méthode est la même qu'en 2010.

### Changements
Le 23 mai, le producteur à trois reprises de chansons de l'Eurovision et le présentateur de l'Eurovision 2011, Stefan Raab annonce officiellement sa démission de ses rôles de présentateur, producteur, mentor et président du jury de la sélection allemande pour l'Eurovision mais son soutien pour l'artiste représentant l'Allemagne reste le même. Il est remplacé par Thomas Dürr, mieux connu sous le nom de Thomas D, rappeur du groupe de hip-hop allemand Die Fantastischen Vier. Le 25 novembre 2011, ARD annonce plusieurs changements concernant la sélection nationale. Sandra Rieß et Steven Gätjen remplacent Matthias Opdenhövel et Sabine Heinrich à la présentation. La finale de Unser Star für Baku a lieu le 16 février 2012.
De plus, au lieu d'avoir des juges invités pour chaque émission, Thomas D. est accompagnée par deux autres juges permanents qui sont Alina Süggeler, chanteuse du groupe Frida Gold et Stefan Raab malgré sa démission de ses rôles concernant le Concours Eurovision. Un système de vote unique est mis en place. Le public peut déjà voter pour les candidats pendant qu'ils se présentent ce qui permet de présenter des résultats intermédiaires sont présentés à l'écran pour le téléspectateur et dans le studio pour les candidats, juges et présentateurs durant l'émission. Cela permet à l'artiste qui a eu le moins de votes pour lui, de chanter en premier et d'avoir par conséquent le temps le plus long pour convaincre le public de voter pour lui .

### Résultats
Légende
| – | Candidat recevant le moins de votes du public et qui est donc éliminé |
| – | Candidat recevant le plus de votes du public                          |

|                     | Émission 1 | Émission 2            | Émission 3            | Émission 4            | Émission 5            | Quart de finale       | Demi-finale                | Finale                     |
| Roman Lob           | 2e 14,9 %  | NC                    | 1er 11,4 %            | 1er                   | 1er                   | 1er                   | 1er                        | Vainqueur 50,7 %           |
| Ornella de Santis   | NC         | 5e 12,3 %             | 3e 10,1 %             | 3e                    | 5e                    | 3e                    | 2e                         | Finaliste 49,3 %           |
| Yana Gercke         | NC         | 2e 13,0 %             | 4e 10,1 %             | 2e                    | 3e                    | 2e                    | 3e                         | Éliminée (Demi-finale)     |
| Shelly Phillips     | 1er 15,5 % | NC                    | 6e 9,8 %              | 4e                    | 2e                    | 4e                    | 4e                         | Éliminée (Demi-finale)     |
| Katja Petri         | 5e 14,7 %  | NC                    | 8e 96 %               | 6e                    | 4e                    | 5e                    | Éliminée (Quart de finale) | Éliminée (Quart de finale) |
| Céline Huber        | 3e 14,7 %  | NC                    | 2e 10,3 %             | 5e                    | 6e                    | Éliminée (Émission 5) | Éliminée (Émission 5)      | Éliminée (Émission 5)      |
| Umut Anil           | NC         | 4e 12,5 %             | 7e 9,8 %              | 7e                    | Éliminé (Émission 4)  | Éliminé (Émission 4)  | Éliminé (Émission 4)       | Éliminé (Émission 4)       |
| Sebastian Dey       | NC         | 3e 12,7 %             | 5e 9,9 %              | 8e                    | Éliminé (Émission 4)  | Éliminé (Émission 4)  | Éliminé (Émission 4)       | Éliminé (Émission 4)       |
| Leonie Burgmer      | 4e 14,7 %  | NC                    | 9e 9,6 %              | Éliminée (Émission 3) | Éliminée (Émission 3) | Éliminée (Émission 3) | Éliminée (Émission 3)      | Éliminée (Émission 3)      |
| Rachel Scharnberg   | NC         | 1er 13,3 %            | 10e 9,4 %             | Éliminée (Émission 3) | Éliminée (Émission 3) | Éliminée (Émission 3) | Éliminée (Émission 3)      | Éliminée (Émission 3)      |
| Vera Reissmüller    | NC         | 6e 12,3 %             | Éliminée (Émission 2) | Éliminée (Émission 2) | Éliminée (Émission 2) | Éliminée (Émission 2) | Éliminée (Émission 2)      | Éliminée (Émission 2)      |
| Andrew Fischer      | NC         | 7e 9,4 %              | Éliminé (Émission 2)  | Éliminé (Émission 2)  | Éliminé (Émission 2)  | Éliminé (Émission 2)  | Éliminé (Émission 2)       | Éliminé (Émission 2)       |
| Tina Sander         | NC         | 8e 7,1 %              | Éliminée (Émission 2) | Éliminée (Émission 2) | Éliminée (Émission 2) | Éliminée (Émission 2) | Éliminée (Émission 2)      | Éliminée (Émission 2)      |
| Jörg Müller-Lornsen | NC         | 9e 4,0 %              | Éliminé (Émission 2)  | Éliminé (Émission 2)  | Éliminé (Émission 2)  | Éliminé (Émission 2)  | Éliminé (Émission 2)       | Éliminé (Émission 2)       |
| Polly Zeiler        | NC         | 10e 3,4 %             | Éliminée (Émission 2) | Éliminée (Émission 2) | Éliminée (Émission 2) | Éliminée (Émission 2) | Éliminée (Émission 2)      | Éliminée (Émission 2)      |
| Kai Nötting         | 6e 14,5 %  | Éliminé (Émission 1)  | Éliminé (Émission 1)  | Éliminé (Émission 1)  | Éliminé (Émission 1)  | Éliminé (Émission 1)  | Éliminé (Émission 1)       | Éliminé (Émission 1)       |
| Jil Rock            | 7e 5,9 %   | Éliminé (Émission 1)  | Éliminé (Émission 1)  | Éliminé (Émission 1)  | Éliminé (Émission 1)  | Éliminé (Émission 1)  | Éliminé (Émission 1)       | Éliminé (Émission 1)       |
| Yasmin Gueroui      | 8e 2,4 %   | Éliminée (Émission 1) | Éliminée (Émission 1) | Éliminée (Émission 1) | Éliminée (Émission 1) | Éliminée (Émission 1) | Éliminée (Émission 1)      | Éliminée (Émission 1)      |
| Salih Özcan         | 9e 1,7 %   | Éliminé (Émission 1)  | Éliminé (Émission 1)  | Éliminé (Émission 1)  | Éliminé (Émission 1)  | Éliminé (Émission 1)  | Éliminé (Émission 1)       | Éliminé (Émission 1)       |
| Jan Verweij         | 10e 1,0 %  | Éliminé (Émission 1)  | Éliminé (Émission 1)  | Éliminé (Émission 1)  | Éliminé (Émission 1)  | Éliminé (Émission 1)  | Éliminé (Émission 1)       | Éliminé (Émission 1)       |

### Émissions

#### Émission 1 (12 janvier 2012)
Source: 
| Numéro | Artiste         | Chanson (artiste original)                  | Télévote | Résultat |
| ------ | --------------- | ------------------------------------------- | -------- | -------- |
| 1      | Katja Petri     | Marry You (Bruno Mars)                      | 14,7 %   | 5e       |
| 2      | Jan Verweij     | Closer to the Edge (Thirty Seconds to Mars) | 1,0 %    | 10e      |
| 3      | Leonie Burgmer  | Stronger Than Me (Amy Winehouse)            | 14,7 %   | 4e       |
| 4      | Yasmin Gueroui  | Not Fair (Lily Allen)                       | 2,4 %    | 8e       |
| 5      | Kai Nötting     | More (Usher)                                | 14,5 %   | 6e       |
| 6      | Shelly Phillips | Valerie (The Zutons)                        | 15,5 %   | 1er      |
| 7      | Salih Özcan     | Señorita (Justin Timberlake)                | 1,7 %    | 9e       |
| 8      | Céline Huber    | Beautiful Disaster(Kelly Clarkson)          | 14,7 %   | 3e       |
| 9      | Jil Rock        | Moves like Jagger (Maroon 5)                | 5,9 %    | 7e       |
| 10     | Roman Lob       | After Tonight (Justin Nozuka)               | 14,9 %   | 2e       |

#### Émission 2 (19 janvier 2012)
Source : 
| Numéro | Artiste             | Chanson (artiste original)      | Télévote | Résultat |
| ------ | ------------------- | ------------------------------- | -------- | -------- |
| 1      | Andrew Fischer      | Tears in Heaven (Eric Clapton)  | 9,4 %    | 7e       |
| 2      | Polly Zeiler        | Grenade (Bruno Mars)            | 3,4 %    | 10e      |
| 3      | Sebastian Dey       | This Love (Maroon 5)            | 12,7 %   | 3e       |
| 4      | Jörg Müller-Lornsen | Maybe Tomorrow' (Stereophonics) | 4,0 %    | 9e       |
| 5      | Ornella de Santis   | Slow Motion(Karina Pasian)      | 12,3 %   | 5e       |
| 6      | Rachel Scharnberg   | My Baby Left Me (Rox)           | 13,3 %   | 1er      |
| 7      | Tina Sander         | Geronimo (Aura Dione)           | 7,1 %    | 8e       |
| 8      | Umut Anil           | Straight Up (Paula Abdul)       | 12,5 %   | 4e       |
| 9      | Yana Gercke         | Price Tag (Jessie J)            | 13,0 %   | 2e       |
| 10     | Vera Reissmüller    | Fooled Me Again (Lady Gaga)     | 12,3 %   | 6e       |

#### Émission 3 (26 janvier 2012)
Source : 
| Numéro | Artiste           | Chanson (artiste original)               | Télévote | Résultat |
| ------ | ----------------- | ---------------------------------------- | -------- | -------- |
| 1      | Rachel Scharnberg | Like a Star (Corinne Bailey Rae)         | 9,4 %    | 10e      |
| 2      | Leonie Burgmer    | I Love Your Smile (Charlie Winston)      | 9,6 %    | 9e       |
| 3      | Sebastian Dey     | Amnesie (composition personnelle)        | 9,9 %    | 5e       |
| 4      | Katja Petri       | Lego House (Ed Sheeran)                  | 9,6 %    | 8e       |
| 5      | Umut Anil         | Weitergehen (Tim Bendzko)                | 9,8 %    | 7e       |
| 6      | Céline Huber      | How Come You Don't Call Me (Alicia Keys) | 10,3 %   | 2e       |
| 7      | Ornella de Santis | I Want You Back (The Jackson Five)       | 10,1 %   | 3e       |
| 8      | Shelly Phillips   | Fuck You! (Cee Lo)                       | 9,8 %    | 6e       |
| 9      | Yana Gercke       | Roxanne (The Police)                     | 10,1 %   | 4e       |
| 10     | Roman Lob         | Easy (The Commodores)                    | 11,4 %   | 1er      |

#### Émission 4 (2 février 2012)
Sources ,:
| Numéro | Artiste           | Chanson (artiste original)              | Résultat |
| ------ | ----------------- | --------------------------------------- | -------- |
| 1      | Sebastian Dey     | Hey, Hey, Hey (composition personnelle) | 8e       |
| 2      | Katja Petri       | The '59 Sound (The Gaslight Anthem)     | 6e       |
| 3      | Céline Huber      | Right to Be Wrong (Joss Stone)          | 5e       |
| 4      | Umut Anil         | Someone like You (Adele)                | 7e       |
| 5      | Shelly Phillips   | Waterfalls (TLC)                        | 4e       |
| 6      | Ornella de Santis | Try (Nelly Furtado)                     | 3e       |
| 7      | Yana Gercke       | Titanium (David Guetta avec Sia)        | 2e       |
| 8      | Roman Lob         | Drops of Jupiter (Tell Me) (Train)      | 1er      |

#### Émission 5 (6 février 2012)
Sources ,:
| Numéro | Artiste           | Chanson (artiste original)                      | Résultat |
| ------ | ----------------- | ----------------------------------------------- | -------- |
| 1      | Katja Petri       | Certain Someone (composition personnelle)       | 4e       |
| 2      | Ornella de Santis | You Are the Sunshine of My Life (Stevie Wonder) | 5e       |
| 3      | Céline Huber      | Russian Roulette (Rihanna)                      | 6e       |
| 4      | Shelly Phillips   | I Try (Macy Gray)                               | 2e       |
| 5      | Yana Gercke       | We Found Love (Rihanna)                         | 3e       |
| 6      | Roman Lob         | Drive (Incubus)                                 | 1er      |

#### Quart de finale (9 février 2012)
Sources ,:
| Numéro | Artiste           | Chanson 1 (artiste original)             | Numéro | Chanson 2 (artiste original)             | Résultat |
| ------ | ----------------- | ---------------------------------------- | ------ | ---------------------------------------- | -------- |
| 1      | Katja Petri       | All You Wanted (Michelle Branch)         | 6      | Stay (Hurts)                             | 5e       |
| 2      | Ornella de Santis | I'll Be There (The Jackson Five)         | 7      | Love The Way You Lie (Part II) (Rihanna) | 3e       |
| 3      | Shelly Phillips   | Can't Take My Eyes Off You (Lauryn Hill) | 8      | Have It All (Jeremy Kay)                 | 4e       |
| 4      | Yana Gercke       | Who Knew (Pink)                          | 9      | Talking to the Moon (Bruno Mars)         | 2e       |
| 5      | Roman Lob         | You Give Me Something (James Morrison)   | 10     | Day by Day (composition personnelle)     | 1er      |

#### Demi-finale (13 février 2012)
Sources ,:
| Numéro | Artiste           | Chanson 1 (artiste original)                  | Résultat | Numéro | Chanson 2 (artiste original)                                 | Résultat |
| ------ | ----------------- | --------------------------------------------- | -------- | ------ | ------------------------------------------------------------ | -------- |
| 1      | Shelly Phillips   | Das Astronautenlied (composition personnelle) | 4e       | —      | N'a pas chantée Can't Get You Out of My Head (Kylie Minogue) | —        |
| 2      | Ornella de Santis | Eu Vou Ser Mais Eu (composition personnelle)  | 3e       | 5      | If I Ain't Got You (Alicia Keys)                             | 2e       |
| 3      | Yana Gercke       | Rolling in the Deep (Adele)                   | 2e       | 6      | Skyscraper (Demi Lovato)                                     | 3e       |
| 4      | Roman Lob         | Bad Day (Daniel Powter)                       | 1er      | 7      | Use Somebody (Kings of Leon)                                 | 1er      |

#### Finale (16 février 2012)
Sources ,:
| Numéro | Artiste           | Chanson        | Compositeur(s)                           | Résultat  |
| ------ | ----------------- | -------------- | ---------------------------------------- | --------- |
| 1      | Roman Lob         | Conflicted     | Martin Mulholland                        | Éliminée  |
| 2      | Ornella de Santis | Quietly        | Alex Geringas, Liz Vidal, Guy Roche      | Qualifiée |
| 3      | Roman Lob         | Alone          | Gary Go, Emanuel Kiriakou                | Éliminée  |
| 4      | Ornella de Santis | Alone          | Gary Go, Emanuel Kiriakou                | Éliminée  |
| 5      | Roman Lob         | Standing Still | Steve Robson, Jamie Cullum, Wayne Hector | Qualifiée |
| 6      | Ornella de Santis | Standing Still | Steve Robson, Jamie Cullum, Wayne Hector | Éliminée  |

Super-finale
| Numéro | Artiste           | Chanson        | Compositeur(s)                           | Télévote | Result    |
| ------ | ----------------- | -------------- | ---------------------------------------- | -------- | --------- |
| 1      | Ornella de Santis | Quietly        | Alex Geringas, Liz Vidal, Guy Roche      | 49,3 %   | Finaliste |
| 2      | Roman Lob         | Standing Still | Steve Robson, Jamie Cullum, Wayne Hector | 50,7 %   | Vainqueur |

## À l'Eurovision
En tant que membre du Big 5, l'Allemagne est automatiquement qualifiée pour la finale du 26 mai et vote lors de la seconde demi-finale. Lors de la finale, Roman Lob passe en 20e position et termine 8e avec 110 points.

### Points attribués à l'Allemagne
| 12 points | 10 points                                           | 8 points                       | 7 points                                          | 6 points      |
| --------- | --------------------------------------------------- | ------------------------------ | ------------------------------------------------- | ------------- |
|           | - Danemark - Estonie - Hongrie - Irlande - Portugal | - Italie                       | - France - Lettonie                               | - Royaume-Uni |
| 5 points  | 4 points                                            | 3 points                       | 2 points                                          | 1 point       |
|           | - Autriche - Croatie - Suisse                       | - Lituanie - Norvège - Espagne | - Albanie - Géorgie - Malte - Pays-Bas - Slovénie | - Finlande    |

### Points attribués par l'Allemagne
| 12 points | Suède              |
| 10 points | Serbie             |
| 8 points  | Pays-Bas           |
| 7 points  | Estonie            |
| 6 points  | Turquie            |
| 5 points  | Bosnie-Herzégovine |
| 4 points  | Slovénie           |
| 3 points  | Portugal           |
| 2 points  | Bulgarie           |
| 1 point   | Croatie            |

| 12 points | Suède    |
| 10 points | Serbie   |
| 8 points  | Turquie  |
| 7 points  | Albanie  |
| 6 points  | Russie   |
| 5 points  | Danemark |
| 4 points  | Estonie  |
| 3 points  | Islande  |
| 2 points  | Italie   |
| 1 point   | Grèce    |